# Mozzecane
Mozzecane és un comune (municipi) de la província de Verona, a la regió italiana del Vèneto, situat a uns 120 quilòmetres a l'oest de Venècia i a uns 20 quilòmetres al sud-oest de Verona.
A 1 de gener de 2020 la seva població era de 7.978 habitants.
Mozzecane limita amb els següents municipis: Nogarole Rocca, Povegliano Veronese, Roverbella, Valeggio sul Mincio i Villafranca di Verona.